# Заречный (Ханты-Мансийский автономный округ)
Заречный — посёлок в Октябрьском районе Ханты-Мансийского автономного округа. Входит в состав сельского поселения Малый Атлым.

## Население
| 2010 |
| ---- |
| 206  |

## Климат
Климат резко континентальный, зима суровая, с сильными ветрами и метелями, продолжающаяся семь месяцев. Лето относительно тёплое, но быстротечное.